# インタースコープ・ゲフィン・A&Mレコード
インタースコープ・ゲフィン・A&Mレコード（Interscope Geffen A&M Records）は、インタースコープ・レコード、ゲフィン・レコード、A&Mレコードからなるアメリカ合衆国のユニバーサル ミュージック グループ内のレコードレーベル・グループ。

## 沿革
インタースコープ・ゲフィン・A&Mレコードは、ポリグラムとMCAミュージック・エンタテインメントの合併によるユニバーサル・ミュージック・グループの誕生に伴い、1999年に設立された。MCAのレーベルのインタースコープ・レコード、ゲフィン・レコード、そして当時休眠状態にあったポリグラム傘下のA&Mレコードを統合して誕生したレーベル・グループである。このレーベルは、新たに設立されたユニバーサル・ミュージック・グループの4社の傘下企業のうちの1社として運営され、他の3社はユニバーサル・モータウン・リパブリック・グループ、ヴァーヴ・レコード、アイランド・デフ・ジャム・ミュージック・グループであった。
合併の結果、かなりの割合のアーティストやグループがA&Mレコードとゲフィン・レコードから脱退した。両社はレーベルとして存続したものの、280人もの雇用がなくなり、A&Mレコードのチャーリー・チャップリン・ロットのオフィスは閉鎖された。この再編は、年間3億ドルの節約をもたらすと予想され、ロサンゼルス・タイムズ紙は「音楽ビジネスの経済と方向性の変化」を強調するものと評した。
A&Mレコードとゲフィン・レコードはインディーズ・レーベルとして尊敬を集め、商業的にも芸術的にも大きな成功を収めていた。しかし、両レーベルとも創業者が売却しており、売却以前の数年間は予算不足と非生産的なバンドとの契約に悩まされていた。合併当時、両レーベルともビルボードのトップ40に入るレコードはなかったが、インタースコープはドクター・ドレー、スヌープ・ドッグ、2パック、ナイン・インチ・ネイルズ、ノー・ダウト、リンプ・ビズキット、ブッシュなどのアーティストによるヒット・レコードで「アメリカの若者の新しいサウンドを定義」していた。インタースコープの共同設立者であるジミー・アイオヴィンとテッド・フィールドは、インタースコープ・ゲフィン・A&Mレコードの発足に際して共同会長に指名された。
2000年、ユニバーサル・ミュージック・グループは、音楽企業として初めてEBITDA（金利・税金・減価償却費控除前利益）が10億米ドルを突破した。音楽販売シェアは28.03%で首位、グループ内レーベルの中ではインタースコープ・レコードが8.97%で首位だった。
2003年、ユニバーサル・ミュージック・グループはドリームワークス・レコードを買収し、2004年にはインタースコープ・ゲフィン・A&Mレコードに吸収合併された。ブリンク 182、パパ・ローチ、ライズ・アゲインスト、ネリー・ファータド、ライフハウス、AFI、オール・アメリカン・リジェクツ、ジミー・イート・ワールド、ルーファス・ウェインライトなどのアーティストはゲフィン・レコードとインタースコープ・レコードに移籍した。
2010年、インタースコープ・ゲフィン・A&Mレコードと19エンタテインメントは、アメリカン・アイドルのファイナリストおよび優勝候補のレコードを開発、流通、世界的に販売する戦略的提携を発表した。2013年には、2007年に合弁会社として設立されたA&Mオクトーン・レコードを完全子会社化した。
アイオヴィンは、2014年5月までインタースコープ・ゲフィン・A&Mレコードの会長兼最高経営責任者を務めていた。後任にはジョン・ジャニックが就任した。

## レーベル

### ゲフィン・レコード
- シネマティック・ミュージック・グループ（英語版）
- ダウンタウン・レコード（英語版）
- レベル・ミュージック

### インタースコープ・レコード
- シェイディー・レコード
- アフターマス・エンターテインメント
- ドリームビル・レコード（英語版）
- キディナコーナー（英語版）
- トップ・ドッグ・エンターテインメント
- ゾーン4（英語版）

### 休止
- A&Mレコード
- A&Mオクトーン・レコード（英語版）
- A&MレコードUK（ポリドールUKのサブレーベルとして2008 年に設立）
- DGCレコード（英語版）
- ドリームワークス・レコード（英語版）
- ファシネーション・レコード（英語版）
- フローレス・レコード（英語版）
- フィクション・レコード
- コン・ライブ・ディストリビューション（英語版）
- MCAレコード（後にMCAナッシュビル（英語版）と改称）のカタログを含む:
  - ABCレコード
  - パラマウント・レコード（英語版）
  - ラジオアクティブ・レコード（英語版）
  - ユニ・レコード（英語版）
- スター・トラック・エンタテインメント（英語版）
- テンマン・レコード（英語版）
- ウィル・アイ・アム・ミュージック・グループ（英語版）